# Buxeuil (Indre)
Buxeuil ist eine französische Gemeinde mit 221 Einwohnern (Stand: 1. Januar 2022) im Département Indre in der Region Centre-Val de Loire. Sie gehört zum Kanton Levroux im Arrondissement Issoudun. Die Einwohner werden Buxeuillois genannt.

## Geografie
Die Gemeinde Buxeuil liegt am Renon, 33 Kilometer westsüdwestlich von Vierzon. Zu Buxeuil gehören neben der Hauptsiedlung auch die Weiler Villechauvon, Les Hubins, Les Brialix und Les Audions. Angrenzende Gemeinden sind Poulaines im Westen und Norden, Bagneux im Nordosten, Orville im Nordosten und Osten, Guilly im Osten und Südosten, Aize im Südosten und Süden sowie Rouvres-les-Bois im Südwesten.

## Bevölkerungsentwicklung
| Jahr                       | 1962 | 1968 | 1975 | 1982 | 1990 | 1999 | 2006 | 2013 | 2021 |
| Einwohner                  | 377  | 322  | 271  | 231  | 202  | 228  | 221  | 222  | 227  |
| Quellen: Cassini und INSEE |      |      |      |      |      |      |      |      |      |

## Sehenswürdigkeiten

Kirche Saint-Sulpice

- Kirche Saint-Sulpice
- Kapelle Saint-Martin
- Schloss Cormaillon